# Henry de Groux
Henry Jules Charles Corneille de Groux (* 15. September 1866 in Brüssel, Sint-Joost-ten-Node; † 12. Januar 1930 in Marseille) war ein Maler, Lithograf und Bildhauer, dessen Werk zur Entwicklung des Symbolismus beitrug.

## Leben
Aufsehen erregte er 1889 mit seinem Gemälde der Verspottung Christi, Christ aux outrages. Das Thema findet sich zehn Jahre später mit dem Gemälde Zola aux outrages in einer säkularen Variante wieder aufgenommen. Spannbreite gewinnt seine Produktion mit ihrer Offenheit für geschichtliche Themen bei gleichzeitigem Interesse am fantastischen Moment, das die Interpretation herausfordert.
De Groux war Sohn von Charles de Groux, selbst Maler des sozialistischen Realismus. Die Namenschreibweise änderte er, um einen Unterton des Aristokratischen zu gewinnen. Seinen Durchbruch als Künstler hatte er 1886 mit einer Ausstellung von Werken in Brüssel, die ihm die Aufnahme in die Künstlergruppe der Société des Vingt einbrachte; James Ensor, Félicien Rops, Fernand Khnopff, Constantin Meunier, Georges Seurat, Camille Pissarro und Auguste Rodin gehörten dem Kreis an. Die Arbeit an Christ aux outrages sah de Groux als sein eigenes künstlerisches Manifest an. Ein Freund, William Degouve de Nuncques, stand für den Christus Modell, mit dem de Groux sich in der Rolle des missverstandenen Künstlers nicht minder selbst identifizierte.
1890 wurde er aus dem Kreis der Zwanzig ausgeschlossen, nachdem er sich geweigert hatte, seinen Christus in einer Ausstellung der Zwanzig neben Vincent van Goghs Sonnenblumenbildern (von ihm als „abscheuliche Blumenpötte“ verspottet) und Werken Paul Signacs und Henri de Toulouse-Lautrecs auszuhängen. Die Brüsseler Triënale wurde sein Ausstellungsort. Eine gespaltene Rezeption erfuhr sein Christus wenig später in Paris, wo sich de Groux jedoch Freunde in der literarischen Szene machte. Zum engeren Bekanntenkreis gehörte nach dem Umzug Léon Bloy und Émile Zola, dem er während der Dreyfus-Affäre auch physischen Schutz gewährte. Porträts von Charles Baudelaire, Ludwig II. von Bayern, Napoleon Bonaparte, Karl dem Kühnen, Honoré de Balzac fallen in diese Zeit neben Bildern, die mit Sujets von Vergil, Dante und Richard Wagner eine Brücke zwischen Historienmalerei und Symbolismus schlagen.
Mit Lithografien nahm er sich ab 1914 des Ersten Weltkriegs als neuen Themas an. Wohnsitze im letzten Jahrzehnt seines Lebens waren Avignon, Vernègues und Marseille.
Überliefert ist von de Groux ein umfangreiches Tagebuchwerk. Die 1892 einsetzenden 18 Bände wurden 2002 von den Nachkommen dem französischen Institut national d’histoire de l’art geschenkt. Eine Textauswahl erschien 2007.

## Werke (Auswahl)

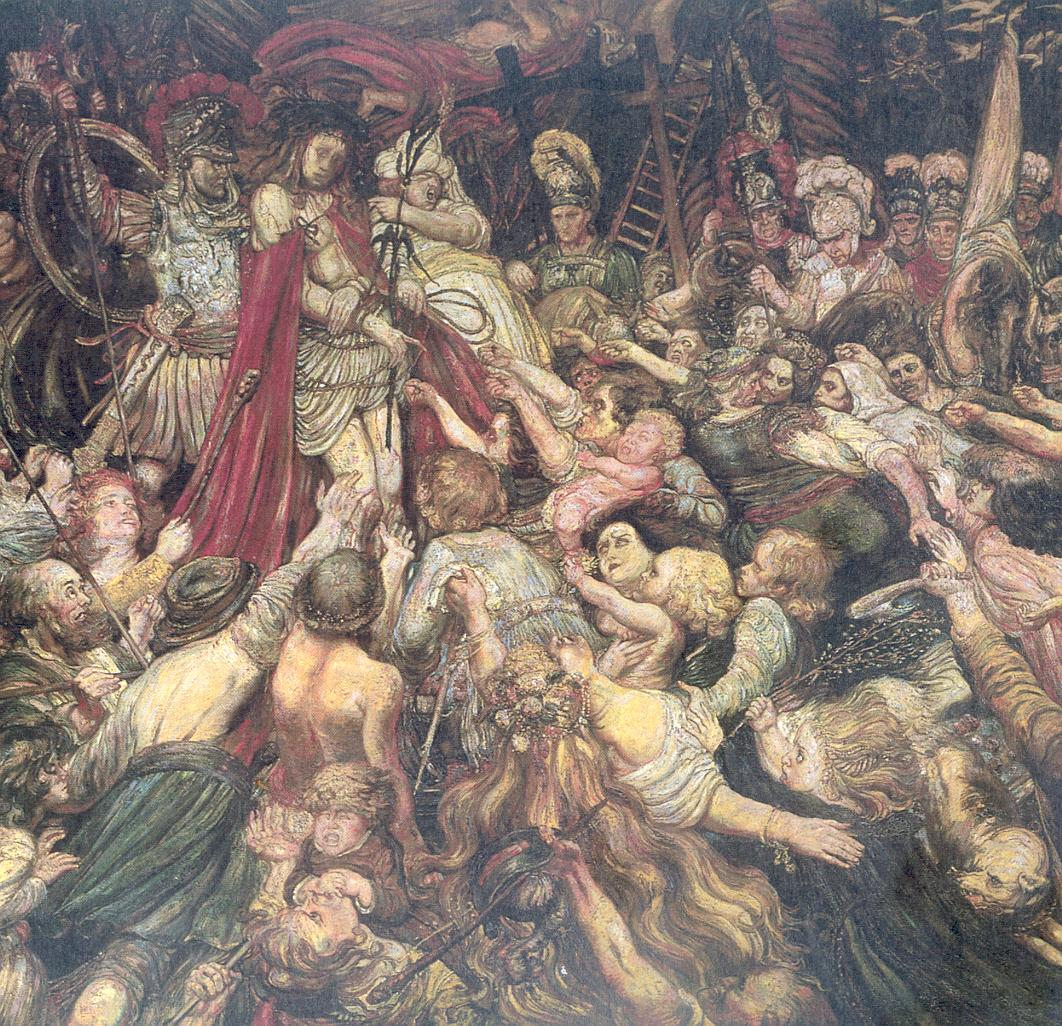
Christ aux outrages – Die Verspottung Christi (1889)
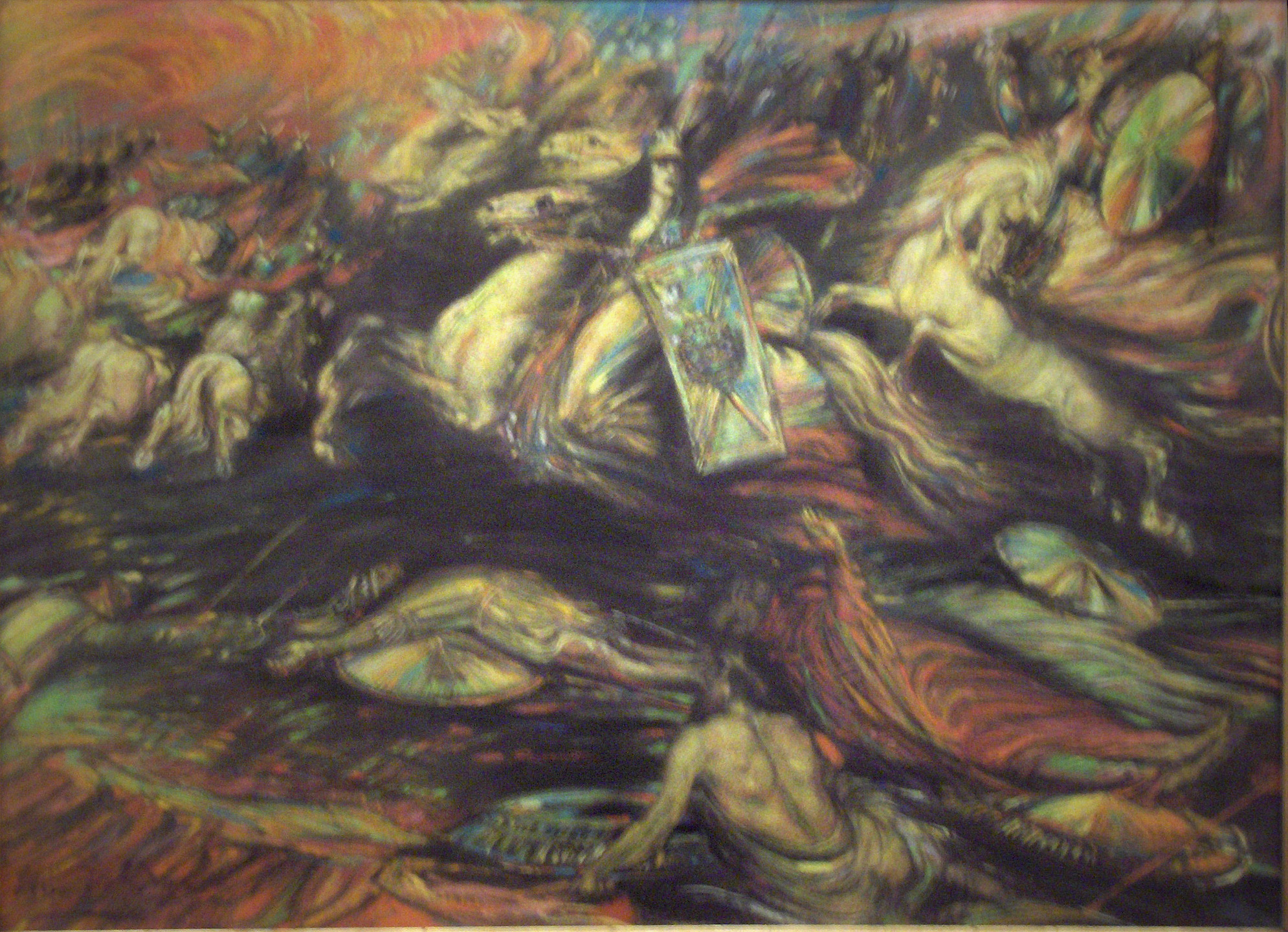
Walkürenritt (um 1890), Musea voor Schone Kunsten van België, Brüssel
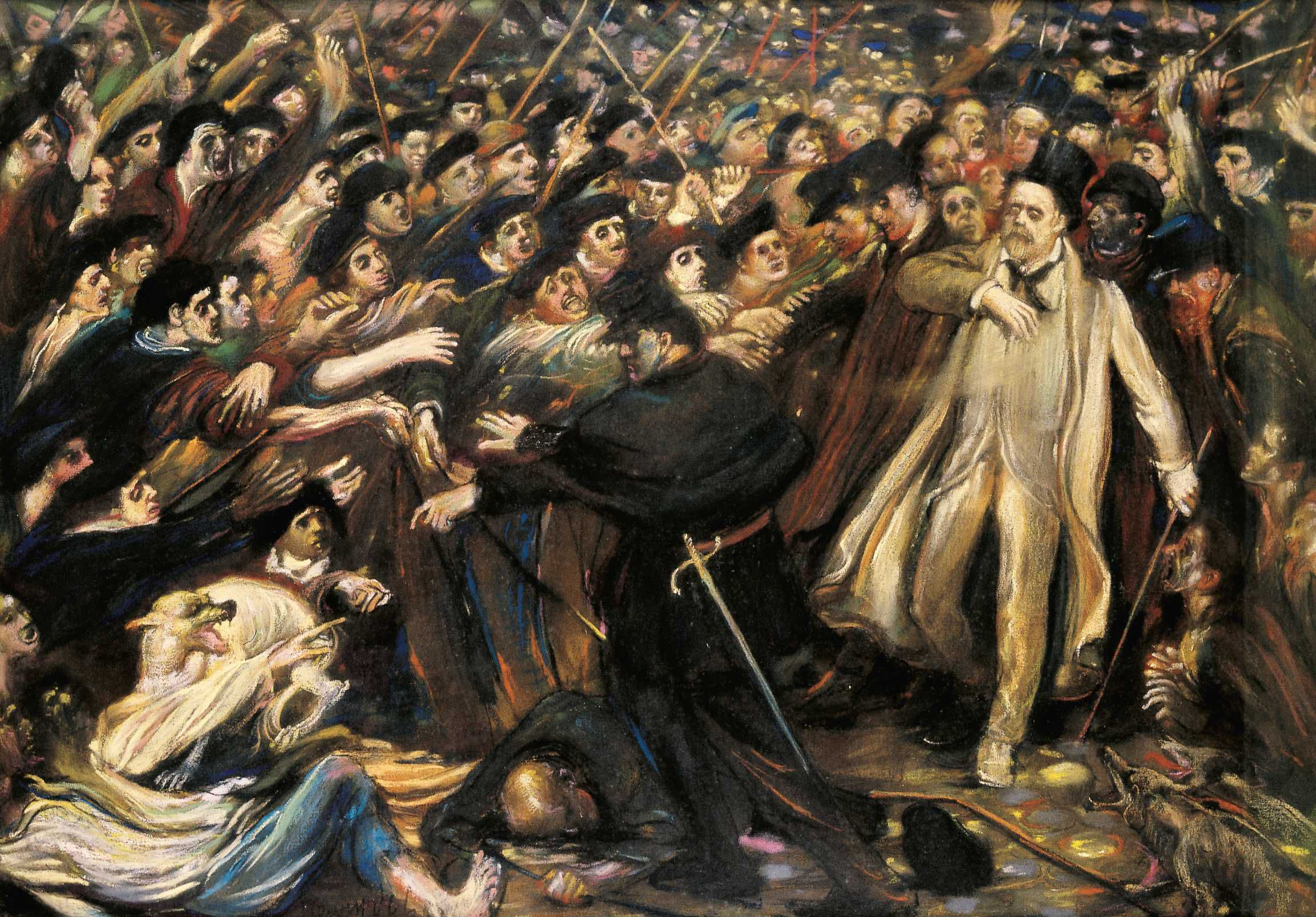
Zola aux outrages – Die Verspottung Zolas (1898)
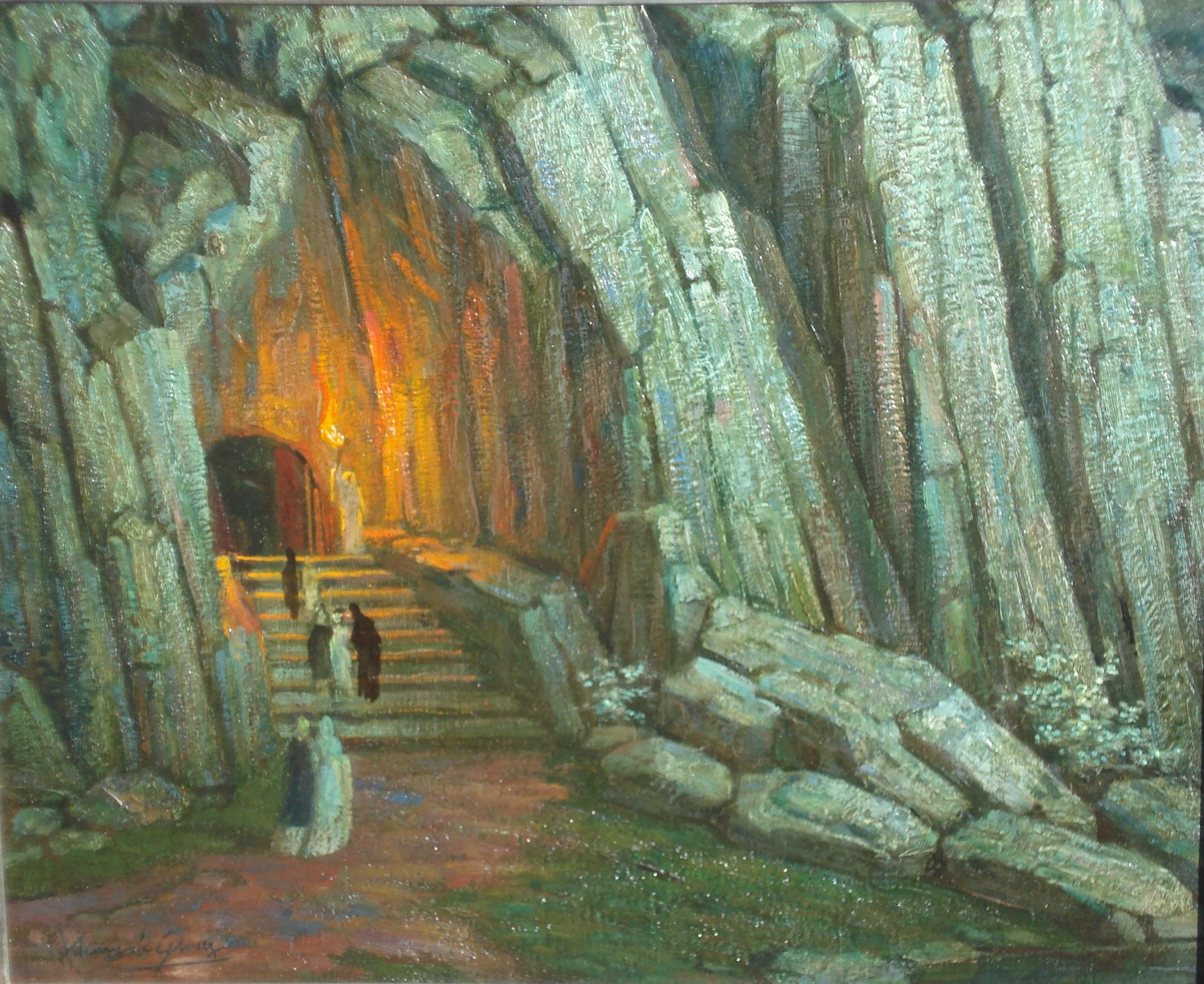
Vers la Grotte (um 1900)
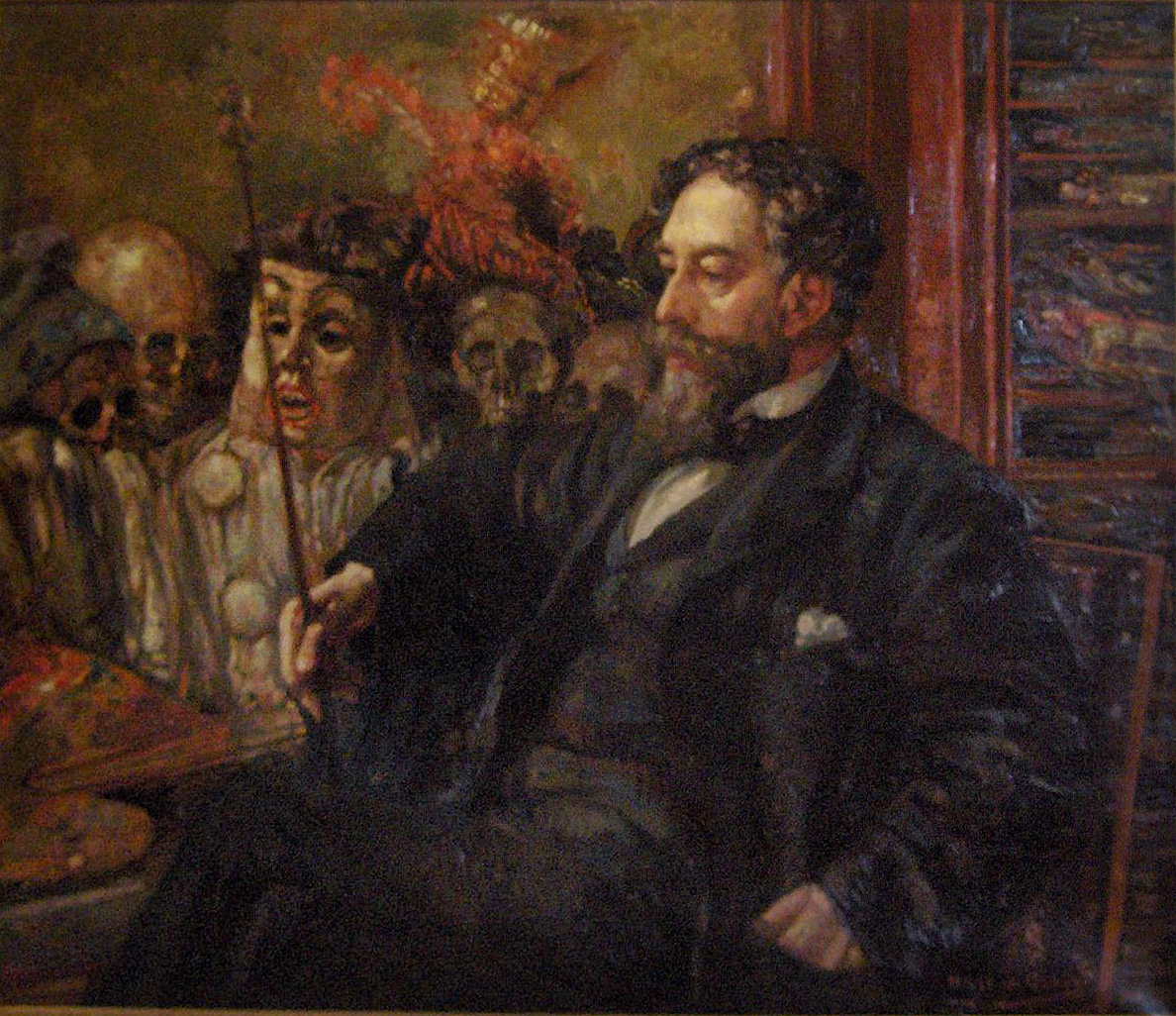
Portrait James Ensors (1907), Oostende, Kunstmuseum aan Zee
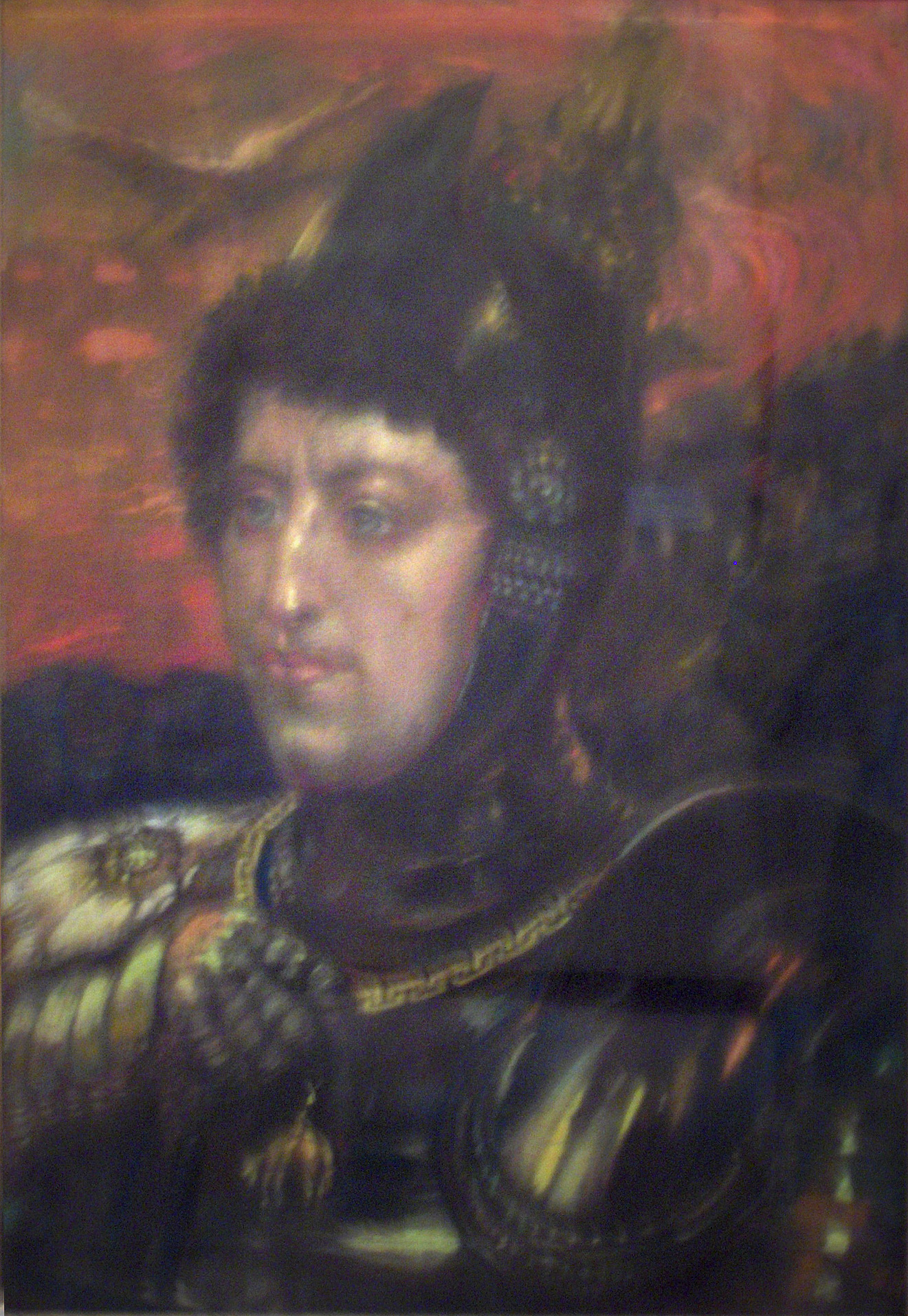
Portrait Karls des Kühnen (undatiert)